# Maţār Fārūq al ‘Askarī
Maţār Fārūq al ‘Askarī (arabiska: مطار فاروق العسكري, مطار تلعفر العسكري) är en flygbas i Irak.   Den ligger i distriktet Sinjar och provinsen Ninawa, i den norra delen av landet, 400 km nordväst om huvudstaden Bagdad. Maţār Fārūq al ‘Askarī ligger 303 meter över havet.
Terrängen runt Maţār Fārūq al ‘Askarī är platt, och sluttar söderut. Runt Maţār Fārūq al ‘Askarī är det ganska tätbefolkat, med 58 invånare per kvadratkilometer. Närmaste större samhälle är Tall ‘Afar, 10,8 km norr om Maţār Fārūq al ‘Askarī. Trakten runt Maţār Fārūq al ‘Askarī är ofruktbar med lite eller ingen växtlighet.